# Trachinus armatus
Trachinus armatus is een straalvinnige vissensoort uit de familie van pietermannen (Trachinidae). De wetenschappelijke naam van de soort is voor het eerst geldig gepubliceerd in 1861 door Bleeker.